# Диппер против мужественности
«Диппер становится мужиком» (англ. Dipper VS. Manliness) — 6 серия 1 сезона американского мультсериала «Гравити Фолз».

## Сюжет
Диппер и Мэйбл предлагают Стэну пойти в кафе и поесть, тот соглашается. Там Стэн заигрывает с Ленивой Сьюзан и делает заказ. Мэйбл недовольна той едой, которую заказал Стэн, ведь она хотела блинчики. Но Стэн возражает, говоря, что деньги он не печатает. И тут Диппер замечает аппарат, на котором измеряется сила. Он собирается побить на нём рекорд и выиграть приз — бесплатные блинчики. Родственники смеются над ним, но Дипперу все равно. К его разочарованию, у него ничего не получается, и аппарат выдаёт ему уровень «слабак». Тут Мэйбл замечает, что Стэну очень нравится Сьюзан, но он стесняется сказать ей об этом. Мэйбл собирается помочь дяде обрести уверенность в себе и понравится Сьюзан.
Расстроенный Диппер убегает в лес, но как стать более мужественным он не понимает. Там он встречает мужикотавра. Сначала Диппер его боится, но тот оказывается вполне себе мирным, хотя и шумным. Мужикотавр понимает, что у Диппера какие-то проблемы. Тот объясняет, что его считают слабаком. Мужикотавр соглашается научить Диппера быть более мужественным и приводит его в пещеру, где живут другие мужикотавры. Диппер представляется, но мужикотавры не одобряют его имя, тогда он называет себя «Диппер-Разрушитель». Это имя их устраивает, но все же после коротких переговоров они не соглашаются раскрыть мальчику свои секреты. А в это время Мэйбл учит Стэна секретам обольщения с помощью Зуса и Венди.
Диппер находит слабое место мужикотавров и говорит, что они просто боятся передать ему свои секреты. Для них это оскорбительно, и они соглашаются сделать Диппера мужиком. Начинается ряд испытаний для Диппера. И для Стэна, которого мучает Мэйбл. Диппер успешно проходит 49 заданий, но остаётся самое последнее и самое сложное — сразиться с Мульти-медведем, заклятым врагом мужикотавров. Дипперу удаётся одолеть медведя, и перед смертью он просит мальчика исполнить его последнее желание — Мульти-медведь хочет умереть под свою любимую музыку, песню группы BABBA. Оказывается, что Дипперу тоже нравится группа BABBA. Тогда Диппер отказывается убивать медведя, а позже объясняет мужикотаврам, что все их задания — ерунда, а Мульти-медведь нормальный парень. Те называют его слабаком.
У Мэйбл не получается сделать Стэна более красивым, но она все равно приводит его к Ленивой Сьюзан и объясняет, что несмотря на свою неидеальность, её дядя неплохой человек. Сьюзан оставляет Стэну свой номер телефона. Приходит расстроенный Диппер и рассказывает, что для того, чтобы стать мужиком, ему надо было сделать одну нехорошую вещь, и он отказался. Стэн говорит, что Диппер поступил правильно, как настоящий мужик.

## Вещание
В день премьеры этот эпизод посмотрели 3,1 млн человек.

## Отзывы критиков
Обозреватель развлекательного веб-сайта The A.V. Club Аласдер Уилкинс поставил эпизоду оценку «A-», так как посчитал, что юмор является одной из хороших сторон эпизода. По мнению критика, суровое подтверждение Стэна, что поведение Диппера было по-настоящему мужским, — это просто «заслуженная глазурь на торте». Уилкинс пишет: «А затем эпизод заканчивается так, как должны заканчиваться все эпизоды Гравити Фолз: Стэн распахивает рубашку, чтобы показать свои огромные куски волос на груди. Когда эпизод не стремится к большой эмоциональной отдаче, это является достойной заменой».

## Криптограммы
В финальных титрах можно присутствует шифр, который говорит о том, что со следующей недели криптограммы будут расшифровываться не шифром Цезаря, а шифром Атбаша.